# Ibrahim ibn Ala al-Dawla
Ibrahim ibn Ala al-Dawla (mort el 1459) fou sultà timúrida de Khorasan (Herat). Era fill d'Ala al-Dawla un besnet de Tamerlà que havia dominat Khorasan a la mort de Shah Rukh (1447) però n'havia estat expulsat per Ulugh Beg i el seu fill el príncep Abd al-Latif Mirza (1448). Ala al-Dawla estava establert al sud-oest de l'Afganistan i va provar diverses vegades recuperar el poder a Herat però no ho va aconseguir. L'oportunitat es va presentar al seu fill Ibrahim a la mort de Babur ibn Baysunkur, quan el tron va passar al fill d'aquest, Shah Mahmud, un menor d'11 anys. Ibrahim es va presentar a Herat, va rebre prou adhesions i va enderrocar a Shah Mahmud (31 de maig de 1457).
Esperava un acord amb Abu Said ibn Muḥammad ibn Miranshah ibn Timur, de la dinastia timúrida de Transoxiana, però aquest va voler aprofitar per conquerir Herat i li va enviar un missatge: "Quan arribi a Herat es farà el que sigui més convenient"; les seves forces van envair immediatament el Khurasan i va ocupar Balkh entrant a Herat el 19 de juliol de 1457; la ciutadella fou assetjada durant uns dos mesos l'estiu del 1457; Ibrahim es va retirar a la regió de Bakharz i Khwaf; Abu Said va intentar prendre la ciutadella però va fracassar i es va retirar d'Herat el 30 d'agost de 1457, passant l'hivern a Balkh temps en què es va dominar Kabul. Ibrahim mentre va tornar a Herat.
Però llavors Ibrahim fou atacat per Jahan-Xah dels kara koyunlu que esperava aprofitar aquesta lluita per rengrandir el seu territori; primer es va dirigir a Gorgan o Gurgan (Astarabad), d'on va expulsar al governador, Mahmud ibn Babur Mirza; Ibrahim acudia a la zona i a la vora d'aquesta ciutat va ser derrotat per Jahan-Xah (13 de desembre de 1457) i va haver de retornar a Herat però ja cada fortalesa només obeïa al seu sardar. Ibrahim va haver de buscar l'aliança d'Abu Said (hivern del 1457 al 1458) amb qui va ajustar un acord pel qual seria el seu vassall a Herat. Llavors el pare d'Ibrahim, Ala al-Dawla, va venir des de territori uzbek on es trobava, per ajudar al seu fill (22 d'abril de 1458); Ibrahim no va estar content amb l'arribada del seu pare però formalment li va agrair. Ala al-Dawla va dictar un impost sobre els esclaus i algun altre però abans de poder recaptar prou diners per aixecar un exèrcit es va presentar l'exèrcit dels turcmans, superior a les reduïdes de què disposaven, i ambdós van acabar fugint d'Herat refugiant-se Ala al-Dawla a Ghur-i Pain i Ibrahim a Ghur-i Bala. Jahan-Xah va entrar a Herat el 28 de juny de 1458, va fer la khutba en nom seu i va encunyar moneda; el 27 d'octubre va arribar des de Fars el seu fill Pir Budak. Jahan-Xah conservà Herat uns mesos però el novembre de 1458, degut a dificultats d'abastiment i a les notícies que el seu fill Husayn Ali havia escapat de la presó a Tabriz i havia aixecat un exèrcit, es va veure en situació difícil doncs Abu Said ibn Muḥammad ibn Miranshah ibn Timur avançava cap a la ciutat. Va negociar amb ell, i Abu said va demanar la restitució de tots els territoris excepte aquells originalment concedits a Jahan-Xah per Xah-Rukh, però finalment va acceptar que només havia de restituir Khurasan. Es va signar un tractat (principis de desembre de 1458) i Jahan-Xah va marxar pocs dies després i Abu Said va entrar a Herat sense oposició el 22 de desembre de 1458; Abu Said aconseguia dominar el Khorasan. En aquest moment el domini d'Abu Said s'estenia per Transoxiana, part de Turquestan oriental fins a Kashghar, l'estepa de Qiptxaq (Dasht-i Qiptxaq), Kabulistan i Zabulistan, i Khorasan encara que els uzbeks feien incursions al sud del Sirdarià. El feu de Fergana fou concedit al seu fill Umar Shayk, altres fills i dignataris turcs o tadjiks també havien rebut o van rebre feus, com per exemple el Sistan (concedit com soyürghäl o donació a un potentat local de nom Malik Shah Yahya Sistani que va esdevenir governant hereditari de la província) 
Encoratjats per Jahan-Xah ibn Kara Yusuf, Ibrahim i Ala al-Daula es van aliar a Sultan Sandjar (fill d'Amirak Ahmad, net de Umar Shaykh i besnet de Tamerlà) contra Abu Said. Els dos bàndols es van enfrontar a la batalla de Sarakhs (març de 1459) i Abu Said va emergir victoriós. Ibrahim i Ala al-Daula van fugir a Sabzawar i Sultan Sandjar, fet presoner, fou executat. Ibrahim va morir el mateix 1459, el dia 6 d'agost prop de Mashad, i el seu pare a finals de l'any següent al seu exili a Rustamdar.